# Gabrovo
Gábrovo (en búlgaro: Габрово) es la capital del municipio y provincia homónimos en el centro de Bulgaria y al pie de los Montes Balcanes. Se encuentra al noreste de Plovdiv y sobre el río Yantra. Cuenta con una población industrial que trabaja calzado, muebles, tejidos y piel.

## Geografía
Gábrovo se encuentra al pie de las montañas de los Balcanes cerca del paso Shipka, extendiéndose por el río Yantra. Se encuentra conectado con el transporte ferroviario mediante la línea Gábrovo-Tsareva Livada pasando por una de las carreteras más importantes que conecta Bulgaria de norte a sur y que forma parte del Corredor n.º 9 (Helsinki-San Petersburgo-Kiev-Bucarest-Ruse-Veliko Tárnovo-Gábrovo, Stara Zagora, Dimitrovgrad con desvíos a Grecia y Turquía).
En Gábrovo se encuentran diecinueve aldeas, las cuales carecen de sus propias tierras: Baevtsi, Boynovtsi, Vraptsite, Genovtsi, Gornova mogila, Dumnitsi, Zeleno darvo Malusha, Mechkovitsa, Morovetsite, Prodanovtsi, Partevtsi, Ruychovtsi, Ryazkovtsi, Stoykovtsi, Stomanetsite, Todorovtsi, Trunito y Chukilite.

### Clima
El clima de Gábrovo, es un clima templado que se caracteriza por unos inviernos fríos y veranos cálidos. La temperatura media anual está en los 10 °C. Las precipitaciones son de carácter continental. Su media anual está en torno a los 900 litros por metro cuadrado. En las zonas de alta montaña la nieve puede llegar a durar 110 días. Durante los meses de otoño e invierno dominan los vientos del norte y noroeste, mientras que en primavera y verano, los del sur.

### División administrativa
Gábrovo se divide en los siguientes barrios:
Centro de la ciudad, Radichevets most, Shivarov, Bichkinya, Etara, Nova Mahala, Qbalka, Dqdo Dyanko, Nedevtsi, Hadzhitsonev most, Borovo, Shenini, Sirma, Velchevtsi, Gachevtsi, Traneto, Mladost, Golo Brdo, Rusevtsi, Trendafil 1, Trendafil 2, Lakata, Garata, Koleloto, Voynovo, Instrument, Boltata y Bakoytsi.

## Historia

### Etimología
El primer nombre con el que se conoció fue Gabruva y data del 1477. Los primeros documentos donde aparece el nombre como se conoce hoy en día son del siglo XVII. Su nombre proviene del árbol carpes.

### Leyenda
Según la leyenda popular, la ciudad fue fundada por Racho Kovacs. La historia cuenta que este maestro herrero se estableció bajo un carpe y allí empezó la historia.

### Historia de la ciudad
El área alrededor de Gábrovo, habitada desde el Neolítico, ganó importancia económica después de que Veliko Tárnovo se convirtiese en capital del Segundo Imperio Búlgaro en el siglo XII. La artesanía y el comercio prosperaron debido a la proximidad a la capital y de los Balcanes. Después de la invasión otomana de los Balcanes en el siglo XIV, la posición demográfica de Gábrovo cambió de manera significativa. Pasó a ser de un pueblo a una ciudad, y comenzó a desarrollarse como un centro económico, cultural y espiritual. Durante el dominio otomano, los comerciantes ricos gastaron un montón de recursos para la planificación de la pequeña ciudad. La primera escuela laica de Bulgaria, fue fundada en Gábrovo en 1835 con la ayuda de Vasil Aprilov y Nikolay Palauzov. Gábrovo fue proclamado oficialmente una ciudad por la autoridad otomana en mayo de 1860.
Poco antes y después de la Liberación de Bulgaria en 1878, Gábrovo se había desarrollado como un centro de la industria sobre la base de sus tradiciones económicas. Las fábricas se construyeron y se crearon conexiones con las grandes bolsas de valores, lo que llevó a algunos a etiquetar la ciudad como "El Manchester búlgaro".

## Demografía
| Año | 1887 | 1910 | 1934   | 1946   | 1956   | 1965   | 1975   | 1985   | 1992   | 2001   | 2005   | 2007   | 2009   | 2011   | 2013 |
| Población | 7958 | 8423 | 13 668 | 21 180 | 37 919 | 57 805 | 75 040 | 81 415 | 76 522 | 67 350 | 63 004 | 61 897 | 60 281 | 58 030 | ?    |
| Fuentes: Instituto Nacional de Estadística citypopulation.de pop-stat.mashke.org Academia de Ciencias de Bulgaria |      |      |        |        |        |        |        |        |        |        |        |        |        |        |      |

## Política

### Alcalde
Las elecciones locales en 2007 fueron ganadas por Tomislav Donchev ganando una segunda ronda contra Nikolay Grigorov. En 2010, Tomislav Donchev fue nombrado ministro de la gestión de los fondos de la UE. Esto requiere nuevas elecciones locales, las cuales fueron ganadas por Nikolay Sirakov apoyado por MRF. En las elecciones locales en 2011, sale victoriosa Tanya Hristova con un 57,67 % de los votos.

### Escudo y bandera
El escudo consiste en el tradicional escudo heráldico. Se compone de una corona con forma de torres en la parte de arriba (viejo símbolo de la ciudad) y una cinta alrededor de él con el lema “Trabajo y perseverancia”. Dentro del escudo están representados los principales símbolos de la ciudad: las líneas onduladas representan el río Yantra, la rueda de encima representa la producción industrial; a su izquierda se encuentra un martillo representando uno de los oficios más antiguos; a la derecha, un caduceo, que simboliza el desarrollo del comercio. Bajo el río Yantra, se encuentra un libro abierto, símbolo del gusto por la educación y la ciencia, que se expresa en la fundación de la primera escuela de la localidad en 1835.

## Instituciones culturales
Gábrovo es mayormente conocido por ser la casa del humor y la sátira. A principios de mayo se celebra un festival del humor con disfraces, máscaras, música folk y premios. Hay restaurantes y la ciudad es muy bonita pero la gente local te dirá que visites Etara y Bozhentsi
En esta ciudad se encuentra el museo nacional de educación donde se muestra la evolución de la educación búlgara desde el siglo IX hasta ahora. Fue en Gábrovo donde se construyó la primera escuela en Bulgaria. En este museo tienen entre otros objetos un aula tal cual estaba en el pasado, documentos del alfabeto cirílico. El idioma búlgaro se escribe en una de las variantes del alfabeto cirílico, el alfabeto búlgaro.
Podremos ver también La Casa del Humor y la Sátira, con Don Quijote y Sancho Panza protegiendo su entrada y un gato negro es su símbolo. Este museo, inaugurado en 1972, contiene obras de arte (relacionadas con el tema, por ejemplo, el carnaval) de todas las partes del mundo: esculturas, pósteres, caricaturas, murales, etc.
Etara está situado a 8 km de Gábrovo y es el único museo etnográfico de este tipo en la península balcánica. Fue establecida por Lazar Donkov en 1964 y tiene cincuenta sitios con los elementos más representativos de la arquitectura búlgara, tiendas de artesanía y aparejos de agua del pasado. Fue un modo de representar el pasado de la ciudad, dando gran importancia a la artesanía y el comercio.

## Ciudades hermanadas
Gábrovo está hermanada con las siguientes ciudades:
- Aalst (Bélgica)
- Maguilov (Bielorrusia)
- Mittweida (Alemania)
- Mytishchi (Rusia)
- Nowy Sącz (Polonia)
- Panevėžys (Lituania)
- Prešov (Eslovaquia)
- Sisak (Croacia)
- Şəki (Azerbaiyán)
- Thun (Suiza)